# فرانکو ویلا
فرانکو ویلا (ایتالیایی: Franco Villa؛ درگذشت: ۱۲ اکتبر ۲۰۰۹) یک فیلم‌بردار اهل ایتالیا بود. او مدیر فیلم‌برداری حدود هشتاد فیلم مابین سال‌های ۱۹۶۱ تا ۱۹۸۸ بود.

## گزیدهٔ فیلم‌شناسی
- عروسک شیطان (۱۹۸۳)
- عادت بد (۱۹۸۰)
- جالو در ونیز (۱۹۷۹)
- مالابیمبا – بدکاره بدخواه (۱۹۷۹)
- زن سیسیلی و برهنه (۱۹۷۷)
- خواهرزاده نازنین عزیز (۱۹۷۷)
- اعترافات یک زن خانه‌دار ناکام (۱۹۷۶)
- کارکنان خیابانی (۱۹۷۶)
- عجب دکتری بچه‌ها! (۱۹۷۶)
- کارکنان خیابانی (۱۹۷۶)
- یک گاو نر شهوتی (۱۹۷۶)
- تازه‌کار (۱۹۷۵)
- اغواگری (فیلم ۱۹۷۳) (۱۹۷۳)
- چه کسی دادستان را کشت و برای چه؟ (۱۹۷۲)
- ارتباط ایتالیایی (۱۹۷۲)
- کالیبر ۹ (فیلم ۱۹۷۲) (۱۹۷۲)
- هتل اسلاتر (۱۹۷۱)
- کمندی برای جانگو (۱۹۶۹)
- بسوز، پسر، بسوز (۱۹۶۹)
- مردانه بکش (۱۹۶۸)
- تا آخرین قطره خون (۱۹۶۸)
- هفت ضربدر هفت (۱۹۶۸)
- نوبت توست که بمیری (۱۹۶۷)
- سربازان و سرجوخه‌ها (۱۹۶۵)
- کنیزان سبا (۱۹۶۳)